# Jonathan Haagensen
Jonathan Haagensen (Rio de Janeiro, 23 febbraio 1983) è un attore e modello brasiliano.

## Biografia
Cresciuto nella favela del bairro di Vidigal, Jonathan Haagensen è stato scoperto mentre lavorava nella compagnia teatrale di Vidigal "Nós do Morro" e ha raggiunto la notorietà interpretando il film City of God del 2002 insieme al fratello Phellipe. Ha partecipato alla settimana della moda di Rio de Janeiro per la campagna di Dolce & Gabbana e per eventi promozionali dell'NBA.

## Filmografia parziale

### Cinema
- City of God (Cidade de Deus), diretto da Fernando Meirelles (2002)
- Seja o que Deus Quiser!, diretto da Murilo Salles (2002)
- City of Men (Cidade dos Homens), diretto da Paulo Morelli (2007)
- Embarque Imediato, diretto da Allan Fiterman (2008)
- Bróder, diretto da Jeferson De (2010)

### Televisione
- City of Men (Cidade dos Homens) - serie TV (2002-2005)
- Paraíso Tropical (2006)